# Changshui Zixuan
Changshui Zixuan (chiń. 長水子璿, pinyin Chángshuǐ Zǐxuán; kor. 장수자선 Changsu Chasŏn; jap. Chōsui Shizen; wiet. Trường Thuỷ Tí Tuyền, zm. 1038) – chiński mistrz chan szkoły linji.

## Życiorys
Pochodził z Jiaxing. Według Wudeng Huiyuan jako młody człowiek obciął swoje włosy i nieustannie recytował Sutrę Surnagama. Osiągnął głęboki wgląd, kiedy usłyszał słowa jego buddyjskiego nauczyciela Hongmina: „Postępowanie bodhisattwy jest jawnie nietworzone”. Hongmin zaaprobował zrozumienie ucznia.
Changshui następnie udał się na wędrówkę w poszukiwaniu „źródła chanu”. Ponieważ usłyszał, że nauczanie mistrza Langye Huijuego jest najwyższego rodzaju został jego uczniem.
Według Wudeng Huiyuan to właśnie Changshui jest tym mnichem, który zadaje pytanie o pierwotnej czystości w gong’anie 100 z Congrong lu.
Changshui wystąpił naprzód i spytał: „Ta fundamentalna czystość, jak ona nagle daje powstać górom, rzekom i tej wielkiej ziemi?”
Langye odparł: „Ta fundamentalna czystość, jak ona nagle daje powstać górom, rzekom i tej wielkiej ziemi?”
Po usłyszeniu tego Changshui osiągnął oświecenie. Powiedział:
„Chciałbym służyć jako ręcznik i dzban”.
Langye powiedział: „Taki styl nie będzie długotrwały. Powinieneś śmiało zabezpieczyć go i odpłacić za dobroć Buddy. Nie uważaj żadnych innych nauk za większe od tej”. Changshui pokłonił się i wyszedł.
W tym dniu, w którym Changshui zaczął przyjmować ludzi na spotkania jako opat, zwrócił się do mnichów słowami:
„Drogi nie osiąga się dzięki mowie lub formie, ani nie jest znane, że przez plany lub rozprawianie. Ta istota może być jedynie uchwycona bezpośrednio. Nigdy nie została urzeczywistniona inaczej”.
Mistrz Changshui był szanowany zarówno przez wyznawców chanu, jak również przez wyznawców sutr, ponieważ jego komentarz do Sutry Surangamy był szeroko znany.

## Linia przekazu Dharmy zen
Pierwsza liczba oznacza kolejność pokoleń mistrzów od 1 Patriarchy indyjskiego Mahakaśjapy.
Druga liczba oznacza kolejność pokoleń od 28/1 Bodhidharmy, 28 Patriarchy Indii i 1 Patriarchy Chin.
- 38/11. Linji Yixuan (zm. 866) Szkoła linji
  - 39/12. Xinghua Cunjiang (830–925)
    - 40/13. Nanyuan Huiyong (860–930)
      - 41/14. Fengxue Yanzhao (896–973)
        - 42/15. Shoushan Xingnian (926–993)
          - 43/16. Fenyang Shanzhao (947–1024)
            - 44/17. Dadao Guquan (zm. ok. 1060)
            - 44/17. Dongshan Shouzhi (zm. 1056)
            - 44/17. Dayu Shouzhi (bd) (także Cuiyan Shouzhi)
              - 45/18. Yunfeng Wenyue (998–1062)

            - 44/17. Langye Huijue (bd)
              - 45/18. Changshui Zixuan (zm. 1038)
                - 46/19. Dagui Muzhe (zm. 1095)

            - 44/17. Ciming Chuyuan (987–1040) (także Shishuang i Nanyuan)
              - 45/18. Yangqi Fanghui (992–1049) frakcja yangqi
              - 45/18. Cuiyan Kezhen (zm. 1064)
                - 46/19. Dagui Muche (zm. 1132)

              - 45/18. Huanglong Huinan (1002–1069) frakcja huanglong